# Stefan Bircheneder
Stefan Bircheneder (* 1974 in Vilshofen an der Donau, Bayern) ist ein deutscher Maler.

## Leben
Nach seinem Fachabitur im Bereich Gestaltung an der Fachoberschule in Straubing machte Bircheneder eine Ausbildung zum Kirchenmaler und Restaurator in Regensburg. Nach der Jahrhundertwende begann Bircheneder zu fotografieren und diese Bilder als Vorlage für seine ersten zeitgenössischen Bilder zu verwenden. 2009 trat er das erste Mal mit seinen Arbeiten an die Öffentlichkeit. Die Industriegebäude des Regensburger Hafens gehören zu den Motiven seiner ersten Bildserie und Ausstellung. 2012 kündigte Bircheneder sein Anstellungsverhältnis und machte sich als freischaffender Künstler selbstständig. 2012 war er Finalist beim Kölner Blooom Award und wurde im Jahr darauf von der Regensburger Galerie ArtAffair unter Vertrag genommen. Anfang 2024 wurde der Künstler von insgesamt sechs Galerien im In- und Ausland vertreten.

## Werk
Bircheneder malt überwiegend mit Öl auf Leinwand in Lasurtechnik. In seinen meist großformatigen Ölgemälden setzt sich Bircheneder fotorealistisch und zum Teil als Trompe-l'oeil angelegt mit Industrieruinen und verlassenen Arbeitsorten auseinander. Er setzte sich mit seinen Werken zusätzlich für die Privatsphäre von Arbeitern in Fabriken ein, dies fällt besonders an seiner Werksreihe „Nur für Personal“ auf.  

## Ausstellungen

### Einzelausstellungen
- 2010 „Hafenfenster“ im Stadtlagerhaus Regensburg
- 2011 „Industrielandschaften“, Stadtgalerie Vilshofen
- 2014 „Ausser Betrieb“, Galerie Halle II, Straubing
- 2016 „Position R 5“, Städtische Galerie Leerer Beutel, Regensburg
- 2016 Via-Regia-Stipendium auf Schloss Königshain, Ausstellung und Artist in Residence
- 2016 „Ausser Betrieb“, Kunstverein Landshut
- 2016 DEPO2015, Pilsen, Tschechische Republik
- 2017 „Nur für Personal“, Galerie Art Affair, Regensburg
- 2018 „Out of Order“, Galerie Fotografic, Prag, Tschechische Republik
- 2019 „Stefan Bircheneder Malerei“, Museum Modern Art Hünfeld[7]
- 2020 Galerie Heissingsart, Lübeck
- 2020 Galerie Klinger&ME, Karlsruhe
- 2021 „Insolvenz“, Galerie Tobias Schrade, Ulm
- 2022 „Stillstand“, Städtische Galerie Ehingen
- 2022 „Geschichten des Vergangenen“, Galerie Dietrich, Berlin
- 2022 „Werksverkauf“, Galerie Schwarz, Greifswald
- 2023 Gallery Hedwig, Seoul, Südkorea
- 2024 „Feierabend“, Foyer des Stadttheaters Amberg
- 2024 „Schichtwechsel“, Städtische Galerie in der Badstube, Wangen im Allgäu

### Gruppenausstellungen
- seit 2010 regelmäßig Jahresschau Kunst- und Gewerbeverein Regensburg
- seit 2012 regelmäßig Große Ostbayerische Kunstausstellung
- 2012 Finalist Blooom Award, Blooom/ART.FAIR Köln
- 2012 „Parallel“, BBK-Kunstforum Düsseldorf
- 2013 „Stadtgeschichten“, Kunstverein GRAZ, Regensburg
- 2013 „Lebensräume“, Galerie ArtAffair, Regensburg
- 2013 „Überbleibsel“, Konnektor-Forum für Künste Hannover
- 2014 „a la ligne“, Galerie ArtAffair, Regensburg
- 2014 „Debütanten“, Kunst- und Gewerbeverein Regensburg
- 2014 „Zeitgenössische Kunst in der Oberpfalz“, Cordonhaus, Cham
- 2015 „Schnittstellen“, Galerie ArtAffair, Regensburg
- 2015 „GWAX“, Kunstverein GRAZ, Regensburg
- 2015 „Jurorenausstellung“, Kunstverein Ebersberg
- 2015 „Draußen“, Oberpfälzer Künstlerhaus
- 2015 „Vis a Vis“, Kunsthaus Museum Obernberg, Österreich
- 2017 „Erwarten Sie Wunder!“, Museum Ulm[8]
- 2017 Kunstpreis der Nürnberger Nachrichten[9]
- 2018 „Die Räume der Anderen II“, Städtische Galerie Villa Streccius, Landau in der Pfalz[10]
- 2018 „The View 2018“, THE VIEW Contemporary Art Space, Salenstein Schweiz[11]
- 2018 salondergegenwart, Hamburg[12]
- 2019 „Die Unschuld der Dinge“, Städtische Galerie im Museum Pflegschloss, Schrobenhausen[13]
- 2019 Shaped Figure, Krefelder Kunstverein und MMIII Kunstverein Mönchengladbach
- 2021 Spaces Kunstverein KISS, Kunst im Schloss Untergröningen
- 2021 „Art Karlsruhe Selection“, Karlsruhe
- 2022 „Täuschen echt“, Stern Wywiol Galerie, Hamburg
- 2022 „ohne Titel“, Museum zu Allerheiligen, Schaffhausen, Schweiz

### Festivals/Biennalen
- 2014 Ostrale O’14 Dresden
- 2015 NordArt 2015
- 2018 NordArt 2018
- 2023 Ostrale Dresden

### Kunstmessen
- 2012, 2013, 2014 Blooom/ART.FAIR Köln
- 2013 Stroke Artfair Berlin
- 2014 Stroke Artfair München
- 2014 Berliner Liste Berlin
- 2015 Stroke Artfair München
- 2017 Art Karlsruhe[14]
- 2018 Art Karlsruhe
- 2018 Art Bodensee
- 2019 Art Karlsruhe[15]
- 2020 Art Karlsruhe
- 2022 Art Karlsruhe
- 2022 Positions Berlin
- 2023 Art Karlsruhe

## Werke in Öffentlichen Sammlungen
- Dr.Franz & Astrid Ritter Stiftung[16]
- Kunstsammlungen der Stadt Regensburg
- The View Collection[17]
- Kunstsammlung der Städtischen Galerie Leerer Beutel, Regensburg
- Oswald Zitzelsberger Kunst- und Kulturstiftung[18]
- Kunstsammlung der Stadt Ehingen

## Auszeichnungen
- Kunstpreis des Kunst- und Gewerbevereins Regensburg 2013
- Kulturförderpreis der Stadt Regensburg 2015